# Grundtjärnen (Idre socken, Dalarna)
Grundtjärnen är en sjö i Älvdalens kommun i Dalarna och ingår i Dalälvens huvudavrinningsområde. Sjön har en area på 0,0682 kvadratkilometer och ligger 750 meter över havet.

## Delavrinningsområde
Grundtjärnen ingår i det delavrinningsområde (685433-131115) som SMHI kallar för Utloppet av Stora Nattjärnen. Medelhöjden är 749 meter över havet och ytan är 1,54 kvadratkilometer. Det finns inga avrinningsområden uppströms utan avrinningsområdet är högsta punkten. Vattendraget som avvattnar avrinningsområdet har biflödesordning 4, vilket innebär att vattnet flödar genom totalt 4 vattendrag innan det når havet efter 520 kilometer. Avrinningsområdet består mestadels av skog (55 procent) och sankmarker (27 procent). Avrinningsområdet har 0,28 kvadratkilometer vattenytor vilket ger det en sjöprocent på 18,5 procent.